# 沙龙·莫勒姆
沙龙·莫勒姆（英語：Sharon Moalem，1977年—）是一位加拿大医生、科学家和作家，出生于蒙特利尔，主要科普作品有《病者生存：疾病如何延续人类寿命》（Survival of the Sickest: The Surprising Connections Between Disease and Longevity，与乔纳森·普林斯合著）、《基因革命：跑步、牛奶、童年经历如何改变我们的基因》（Inheritance: How Our Genes Change Our Lives—And Our Lives Change Our Genes）等。